# El Brull
El Brull település Spanyolországban, Barcelona tartományban. Lakosainak száma 293 fő (2024).

## Földrajza
El Brull Balenyà, Aiguafreda, Seva, Viladrau, Montseny és Tagamanent községekkel határos.

## Népesség
A település lakosságának változását az alábbi diagram mutatja:
| Lakosok száma | 210  | 367  | 457  | 313  | 182  | 201  | 252  | 263  | 263  | 293  |
|               | 1717 | 1887 | 1936 | 1960 | 1986 | 2004 | 2009 | 2014 | 2019 | 2024 |